# Leen van Woerkom
Leendert (Leen) van Woerkom (Schiedam, 2 juli 1914 – Maassluis, 26 augustus 1981) was een Nederlands voetballer en voetbaltrainer. 
Van Woerkom kwam op zijn zeventiende bij De Hollandiaan spelen, gekoppeld aan een baan in de Vlaardingen. Hij speelde zeventien jaar in het eerste team en was de laatste jaren aanvoerder. Hij werd door de voetbalbond geselecteerd voor het Keurelftal (jeugd) en het Zwaluwenelftal.   
Hij behaalde zijn trainersdiploma in Amsterdam en trainde kort GDA en een club uit Delft en werd hulptrainer bij Volendam. Medio 1950 werd Van Woerkom bij Volendam aangesteld als hoofdtrainer. In 1958 werd hij vervangen door oud-international Ger Stroker. In april 1960 werd hij kortstondig weer aangesteld als interim trainer bij Volendam toen Stroker op ziekteverlof gezonden was. Stroker keerde eind april weer terug. Van Woerkom was in Amsterdam depothouder voor een Vlaardingse melkfabrikant.